# Rdeči Kal, Ivančna Gorica
Rdeči Kal este o localitate din comuna Ivančna Gorica, Slovenia, cu o populație de 39 de locuitori.